# British Racing Motors
British Racing Motors (BRM) is een Britse autosportorganisatie.
Voortgekomen uit het oudere English Racing Automobiles van Raymond Mays, groeide het na de Tweede Wereldoorlog langzamerhand uit naar een merk van formaat in de vroege jaren zestig. In 1962 werd Graham Hill met de BRM P57/P578 "Stackpipes" wereldkampioen Formule 1. Ook met de latere types P261 en P160 werden F1-overwinningen geboekt, maar in 1977 verdween het merk van het toneel.
De BRM's P261 en P83 zijn op de computer nagebootst en rijdbaar in de racesimulator Grand Prix Legends.
In 1973 was de Nederlandse Liane Engeman in onderhandeling met BRM over een Formule 1-contract. Engeman was in 1972 getrouwd en werd onverwacht zwanger, waardoor het F1-avontuur niet doorging.